# Onesia ismayi
Onesia ismayi är en tvåvingeart som beskrevs av Hiromu Kurahashi 1987. Onesia ismayi ingår i släktet Onesia och familjen spyflugor. Inga underarter finns listade i Catalogue of Life.